# Мозаїка «вертушка»
Мозаїка «вертушка» — неперіодична мозаїка, яку розробив Чарлз Радін, заснована на побудові Джона Конвея. Перша неперіодична мозаїка, в якій плитки перебувають у нескінченній кількості різних орієнтацій.

## Замощення Конвея

Поділ трикутника на подібні до нього трикутники меншого розміру

Нехай {\displaystyle T} — прямокутний трикутник зі сторонами {\displaystyle 1}, {\displaystyle 2} і {\displaystyle {\sqrt {5}}} . Конвей зауважив, що {\displaystyle T} можна поділити на п'ять подібних йому трикутників, менших у {\displaystyle {\sqrt {5}}} разів.

Збільшення послідовності трикутників, що визначає мозаїку Конвея на площині

За правильного масштабування та перенесення/обертання цю операцію можна повторити для отримання нескінченно зростальної послідовності збільшуваних трикутників, що складаються з копій {\displaystyle T}. Об'єднання всіх цих трикутників дає замощення всієї площини однаковими копіями {\displaystyle T}.
У цій мозаїці копії {\displaystyle T} орієнтовані в нескінченній кількості різних напрямків (це наслідок того, що кути {\displaystyle \arctan(1/2)} і {\displaystyle \arctan(2)} трикутника {\displaystyle T} не сумірні з {\displaystyle \pi }).
Попри це, всі вершини трикутників мають раціональні координати.

## Мозаїка «Вертушка»

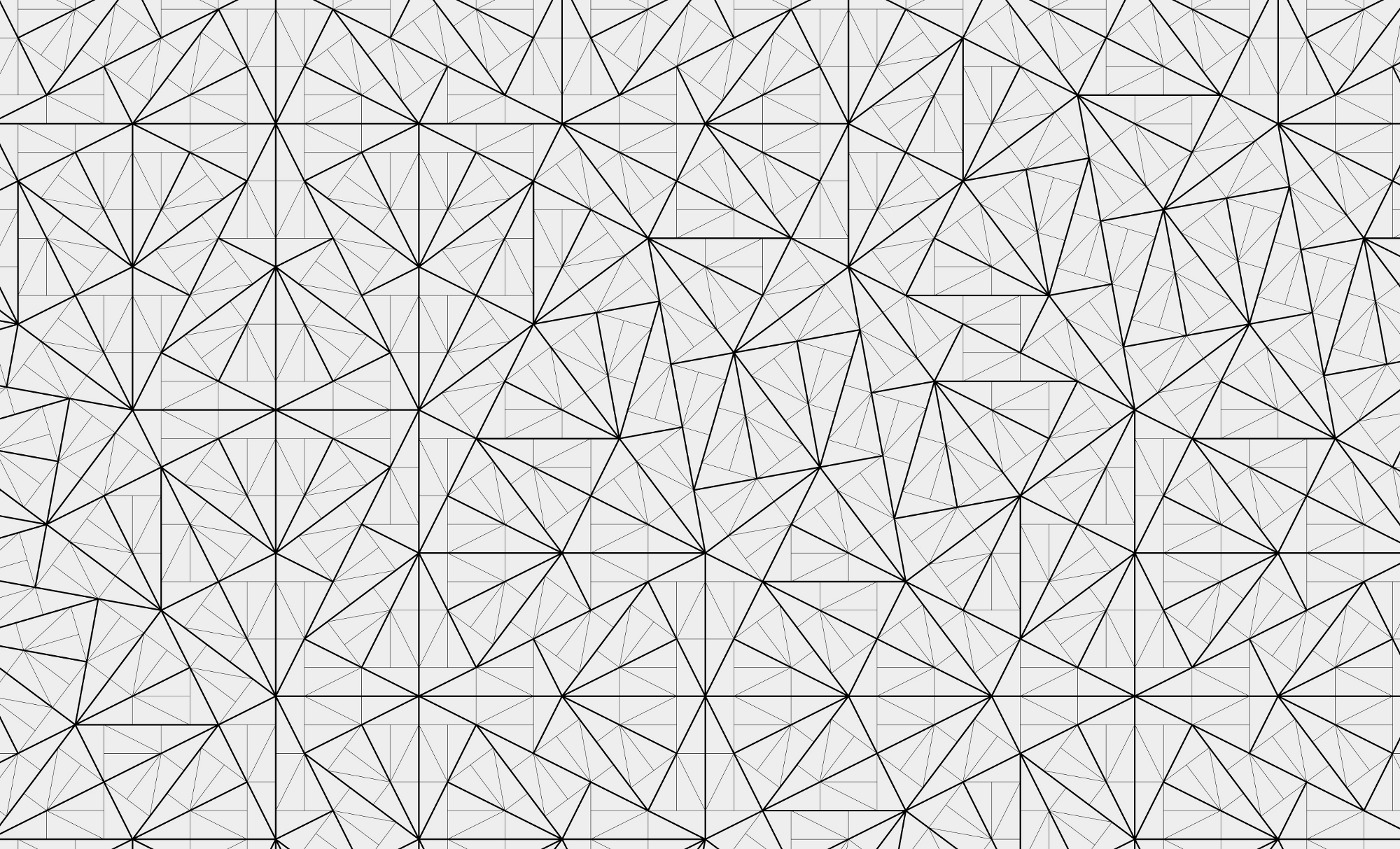
Мозаїка «вертушка» — плитки можна згрупувати по п'ять (жирні лінії) та отримати нову мозаїку «вертушка» (з точністю до масштабування)

Радин, спираючись на наведену побудову Конвея, запропонував мозаїку «вертушка».
Формально мозаїка «вертушка» — це мозаїка, плитки якої є рівновеликими копіями трикутника {\displaystyle T} і плитка може дотикатися з іншою плиткою тільки повною стороною, або половиною сторони з довжиною {\displaystyle 2}, при цьому має виконуватися така властивість.
Якщо дано «вертушку» {\displaystyle P}, то існує «вертушка» {\displaystyle P'}, яка, якщо поділити всі плитки на п'ять частин відповідно до побудови Конвея, а потім збільшити у {\displaystyle {\sqrt {5}}} разів, збігатиметься з {\displaystyle P}. Іншими словами, плитки мозаїки можна групувати по п'ять штук з отриманням (геометрично) подібних плиток так, що ці збільшені плитки утворюють (з точністю до масштабування) нову мозаїку «вертушка».
Мозаїка, побудована Конвеєм, є «вертушкою», але існує безліч інших «вертушок».
Всі ці мозаїки локально нерозрізненні (тобто, вони мають однакові скінченні ділянки).
У всіх їх зберігається спільна з мозаїкою Конвея властивість, що плитки мають безліч різних орієнтацій (а вершини мають раціональні координати).
Головний результат, доведений Радіним, полягає в тому, що існує скінченна (хоча й дуже велика) множина так званих протоплиток, які можна отримати, розфарбувавши сторони {\displaystyle T}. Тоді мозаїки «вертушка» — це точно ті мозаїки, які виходять з (рівновеликих) копій цих протоплиток з умовою, що плитки дотикаються лише однаковими кольорами.

## Узагальнення
Радін і Конвей запропонували тривимірний аналог, який дублював куполоподібну мозаїку .

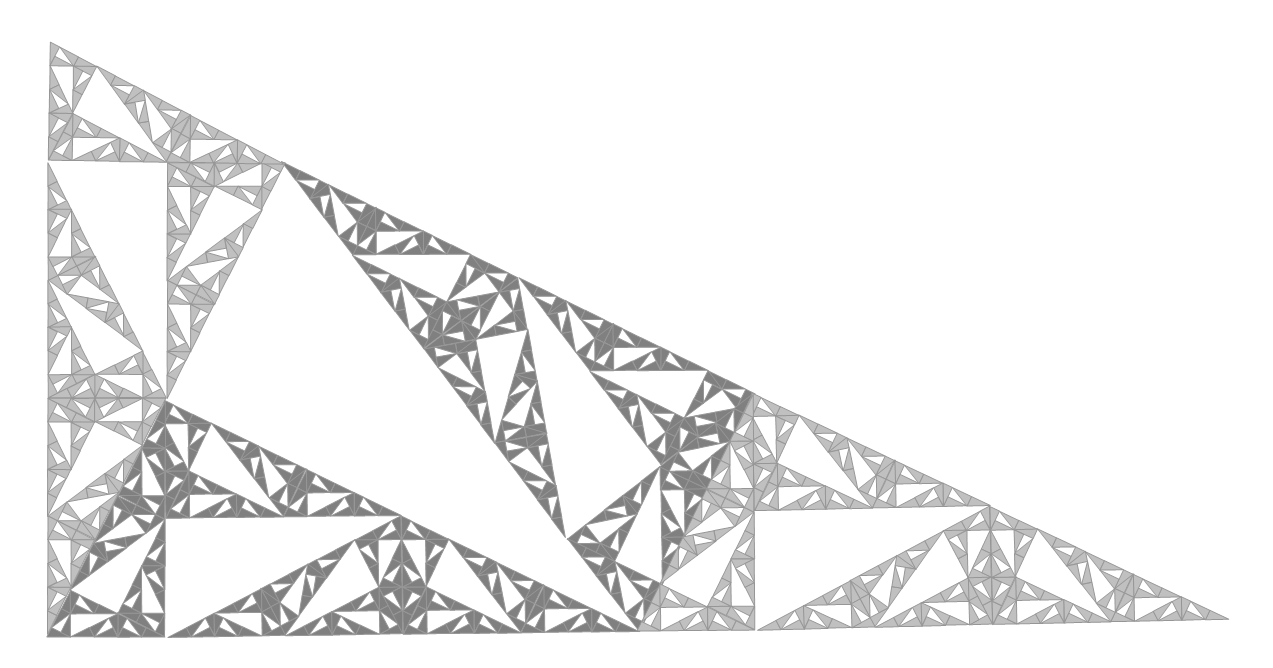
Фрактал «Вертушка»

Можна отримати фрактал, якщо послідовно ділити {\displaystyle T} на п'ять однакових трикутників згідно з побудовою Конвея і відкидати середній трикутник (до нескінченності). Цей фрактал «вертушка» має розмірність Гаусдорфа {\displaystyle d={\frac {\ln 4}{\ln {\sqrt {5}}}}\approx 1.7227}.

## Використання в архітектурі

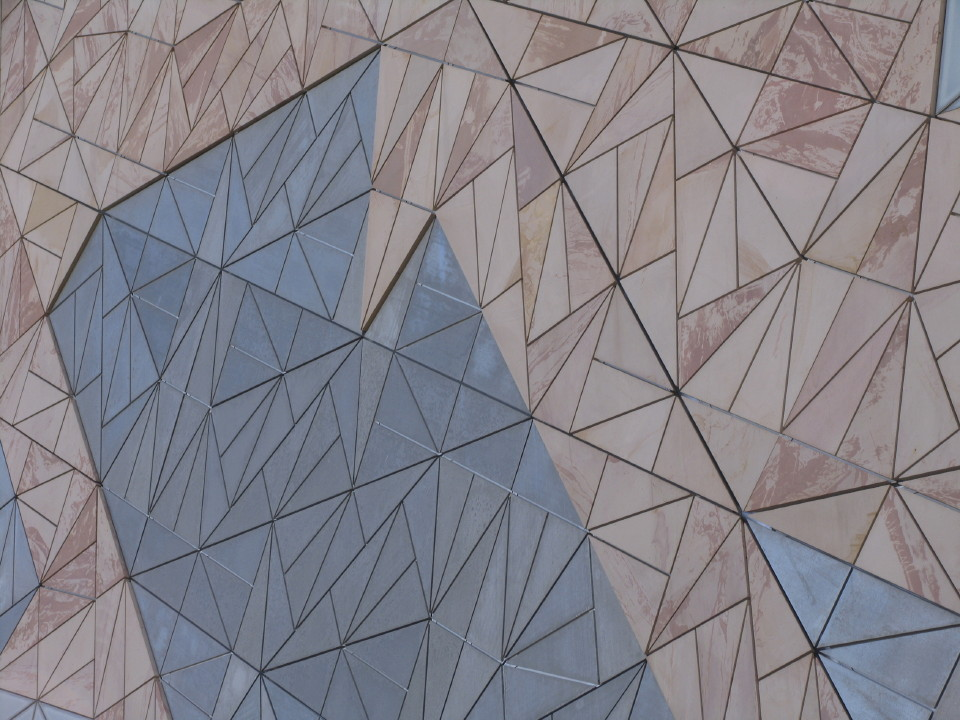
Фасад будівлі з пісковика на площі Федерації (Мельбурн)

Комплекс будівель на площі Федерації в Мельбурні (Австралія) використовує мозаїку «вертушка». У проєкті мозаїку використано для створення складових частин фасаду, що дозволяло виготовляти їх на фабриціі складати на місці. В основі мозаїки трикутні елементи, виготовлені з цинку, перфорованого цинку, пісковика та скла, з'єднані з 4 іншими частинами на алюмінієвій рамі, утворюючи «панель». П'ять панелей кріпилися на гальванізованому сталевому каркасі, утворюючи «мегапанель», яку вже піднімали і встановлювали на несну раму фасаду. Обертове положення плиток надає фасаду «випадковішого» вигляду, хоча весь процес складання заснований на заздалегідь підготовлених плитках одного розміру. Мозаїку «вертушка» також використано при будівництві «Атріуму» на площі Федерації, хоча в цьому випадку її зроблено «3-вимірною» для утворення структури головного входу.